# Xian de Xiangzhou
Pour les articles homonymes, voir Xiangzhou.
Le xian de Xiangzhou (chinois simplifié : 象州县 ; chinois traditionnel : 象州縣 ; pinyin : Xiàngzhōu Xiàn ; Zhuang : Cienghcou Yen) est un district administratif de la région autonome Zhuang du Guangxi en Chine. Il est placé sous la juridiction de la ville-préfecture de Laibin.

## Démographie
La population du district était de 348 072 habitants en 1999,dont 70.4 % de Zhuang, groupe ethnique principalement concentré dans cette région.